# Akhirah
Akhirah (Arabisch: آلآخرة, Al-’Ākhirah, het hiernamaals, het Laatste Verblijf, volgend leven) is binnen de Islam en de bijbehorende De laatste dingen van het leven na de dood in het hiernamaals en de verantwoording die men aflegt voor zijn of haar daden.
Na de dood bevindt de ziel zich in principe eerst in de barzakh. Dit is een soort slaaptoestand en is de periode tussen iemands dood en zijn wederopstanding op de Dag des oordeels. Volgens de islam zal op die Dag God de rol op Zich nemen van rechter (Qadi), ieders daden wegen en beslissen of het akhirah van eenieder in het paradijs (djenna) of in het hellevuur (djahannam) zal zijn.
Al-akhirah wordt 116 keer genoemd in de Koran en staat in bijna elke soera. Het is een van de belangrijkste termen in de Koran, omdat het het fundament vertegenwoordigt waarop het islamitische geloof is gebouwd. Het geloof van een moslim wordt beproefd door het geloof in het hiernamaals. Men kan niet echt een moslim zijn als men niet gelooft in het onzichtbare en nog te ervaren volgend leven. De boodschap in de Koran is bestemd voor het hele universum, maar het zal slechts een leidraad zijn voor hen die in soera De Koe 4 worden genoemd:
En die geloven in de Openbaring aan jou (Mohammed) en in hetgeen vóór je is geopenbaard, en in hun hart hebben ze de zekerheid van het hiernamaals.
Volgens de islam passeert iedereen een brug die over het vuur van de hel leidt naar de ingang van de hemel. Voor de gelovigen is de brug vlak en breed en daardoor eenvoudig over te steken, terwijl voor de zondaars de brug zo smal als een haar en zo scherp als een zwaard zal zijn. Bovendien zal tijdens hun overgang het licht uitvallen. De zondaars vallen daardoor naar beneden in de hel. Mogelijkerwijs zullen een aantal na verloop van tijd door Gods genade en eventueel op voorspraak van Mohammed alsnog in de hemel worden toegelaten. Mohammed begroet zijn volgelingen aan de overkant van de brug bij een vijver. De zoetheid van het water geeft hen een voorproefje van de dranken die de gelovigen mogen verwachten in de hemel.
Het hiernamaals is levendig beschreven in de Koran. Het is het ware leven waar elke ziel naar moet streven om veilig te bereiken. Het hernieuwde leven begint met de Dag des Oordeels en blijft voortdurend. Alle wezens worden verdeeld in twee grote groepen: de rechtschapen gelovigen zullen worden verwelkomd in het paradijs, terwijl ongelovigen en onrechtvaardigen veroordeeld zullen worden tot een verblijf in het hellevuur. Al-akhirah wordt zo dus een leven van geluk en vreugde voor hen die geloofden in God, Zijn engelen, Boeken en Zijn boodschappers, en zij die goede daden verrichten tijdens hun leven, terwijl de ongelovigen streng gestraft worden.
Al-akhira is zeer waardevol. Het aardse leven wordt binnen de islam als te kort en waardeloos gezien, het is niet meer dan een doorgang naar het echte leven in het hiernamaals. De islam benadrukt dat dit tijdelijke leven een testperiode voor iedere ziel is, het hiernamaals is de prijs die wordt gewonnen of verloren.
Volgens islamgeleerden betekent de dood geen vernietiging, maar dat de verbinding met het lichaam wordt verbroken, dat er een scheiding tussen lichaam en ziel tot stand komt en dat er een verhuizing plaatsvindt van het ene huis naar een ander. Uit een Hadith blijkt dat de mens niet geschapen is om te worden vernietigd, maar geschapen voor het eeuwig leven, waarbij deze verhuizing zal plaatsvinden.